# Leocir Dall'Astra
Leocir Pedro Dall'Astra, mais conhecido apenas como Leocir Dall'Astra (Getúlio Vargas, 2 de junho de 1963), é um treinador de futebol e ex-futebolista brasileiro, que atuava como ala-esquerdo. Atualmente, comanda o Operário-MS.

## Títulos

### Como jogador
Internacional
- Campeonato Gaúcho: 1984

Juventude
- Campeonato do Interior Gaúcho: 1993

Atlético Celaya
- Liga de Ascenso: 1994-95

### Como treinador
Operário-MS
- Campeonato Sul-Mato-Grossense: 2024, 2025[4]

## Prêmios individuais
- Melhor Treinador do Campeonato Gaúcho de Futebol de 2011